# Shansiodon
Shansiodon es un género de dicinodonto del Triásico Medio (Anisiense y Ladiniense) de China y Sudáfrica (sp. indet.).
- Datos: Q7489017